# Saotomaspis castelbrancoi
Saotomaspis castelbrancoi är en insektsart som först beskrevs av Alfred Serge Balachowsky 1968.  Saotomaspis castelbrancoi ingår i släktet Saotomaspis och familjen pansarsköldlöss. Inga underarter finns listade i Catalogue of Life.